# Dentimargo bavayi
Dentimargo bavayi is een slakkensoort uit de familie van de Marginellidae. De wetenschappelijke naam van de soort is voor het eerst geldig gepubliceerd in 2011 door Espinosa, Ortea & Moro.